# Guvid de Dunăre
Guvidul de Dunăre (Benthophiloides brauneri) este un pește mic dulcicol, din familia gobiide, care trăiește pe fundul apelor dulci și salmastre. Relict ponto-caspic. Este răspândit în estuarele și râurile care se varsă în Marea Neagră, Marea Azov și Marea Caspică: cursurile inferioară al râurilor Nipru, Bug, Delta Dunării, lacul Shabla (Bulgaria). Are o dimensiune de 8-9 cm.